# Soledad de Doblado
Soledad de Doblado là một đô thị thuộc bang Veracruz, México. Năm 2005, dân số của đô thị này là 26807 người.